# Minorités sexuelles et de genre en Océanie

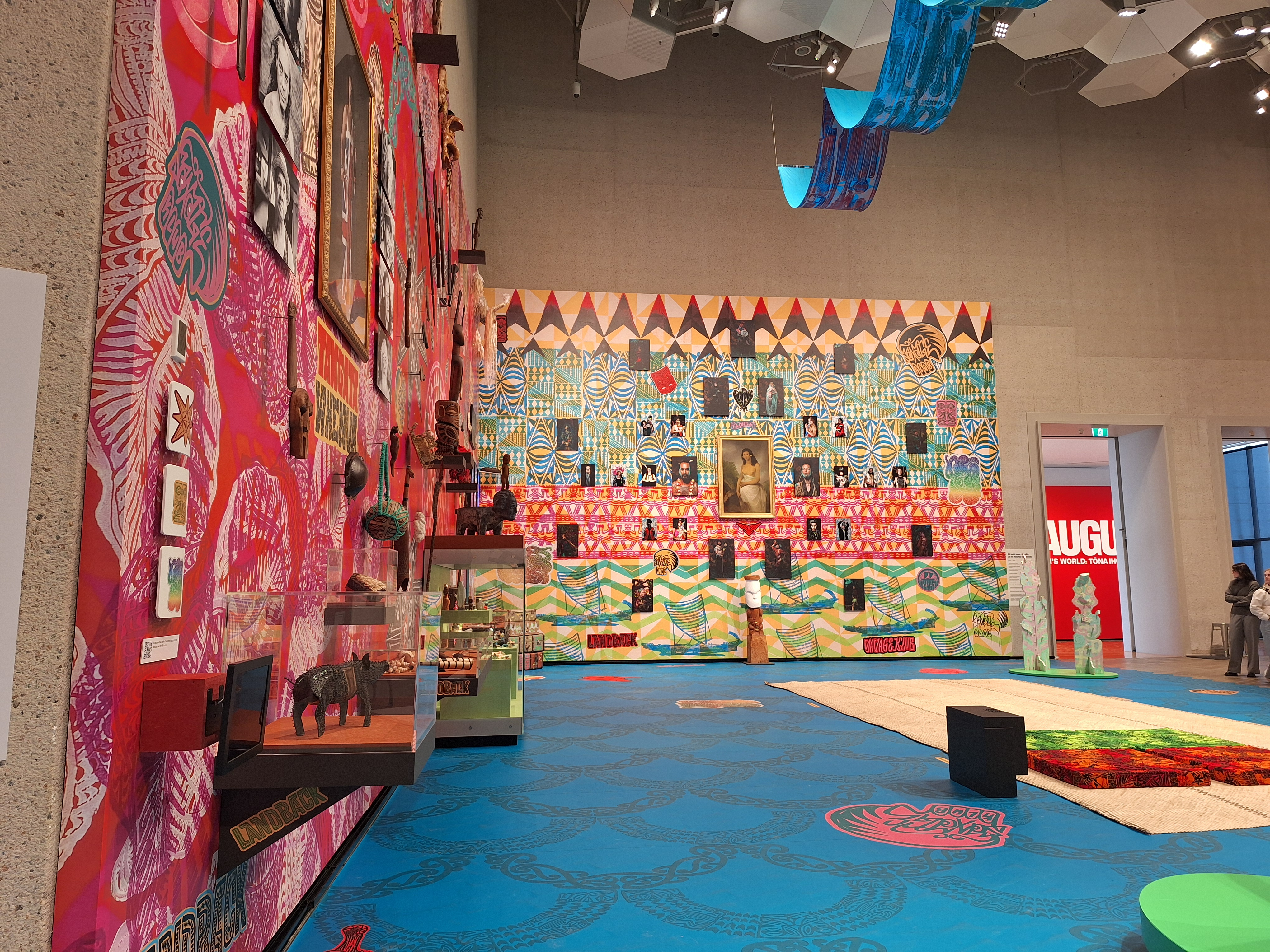
Une exposition à la galerie nationale d’Australie du SaVĀge Klub, un collectif artistique autochtone océanien qui aborde les thèmes queer, septembre 2024.

Les minorités sexuelles et de genre en Océanie sont l'ensemble des personnes dans cette région du monde dont l'orientation sexuelle ou le genre est dans un rapport minoritaire avec les pratiques et conceptions dominantes (localement ou globalement) de la normalité. Dans l'histoire, les configurations des sexualités et des relations genrées sont très diverses, mais un changement d'ensemble prend place durant l'époque coloniale, avec l'influence du christianisme et l'introduction de modèles européens dont par exemple la famille nucléaire. Au XXIe siècle, les identités sexuelles et de genre minoritaires propres aux cultures autochtones océaniennes sont nombreuses et sont rentrées en résonance avec les mouvements de libération sexuelle qui ont pris leur essor au niveau global à partir des années 1960. En Polynésie, une partie de ces identités est caractérisée par la liminalité de genre. Un concept anthropologique, celui de l'« homosexualité ritualisée » concernant certains peuples mélanésiens, a beaucoup contribué aux débats sur les minorités sexuelles et de genre, mais est désormais considéré comme obsolète selon un article encyclopédique de 2018.

## Histoire

### Histoire ancienne
Dans de nombreuses sociétés océaniennes traditionnelles, la bisexualité était largement pratiquée, l'homosexualité étant beaucoup plus rare. Il y a fluidité sexuelle dans le temps : initiation sexuelle homosexuelle durant la jeunesse puis comportement hétérosexuel reproductif. Compte tenu de la grande diversité culturelle et des différences internes dans chaque pays océanien, les attitudes à l'égard de la sexualité varient dans le temps et selon les mœurs de chaque région.

### Colonisation et christianisme
La colonisation européenne de la plupart des pays d'Océanie et le passage des missionnaires chrétiens ont apporté de vastes changements dans la situation des minorités sexuelles et de genre en Océanie. Le modèle de la famille nucléaire mariée s'est substitué à d'autres formes de parentèle, le rapport au corps est devenu marqué par les idées protestantes sur le péché de la chair. Par exemple en Polynésie, les missionnaires tentent d'interdire d'un même coup les tatouages, la nudité, et les rapports sexuels qu'ils perçoivent comme « contre-nature » entre individus masculins (dont certains relèvent en fait de la liminalité de genre).

### Époque contemporaine

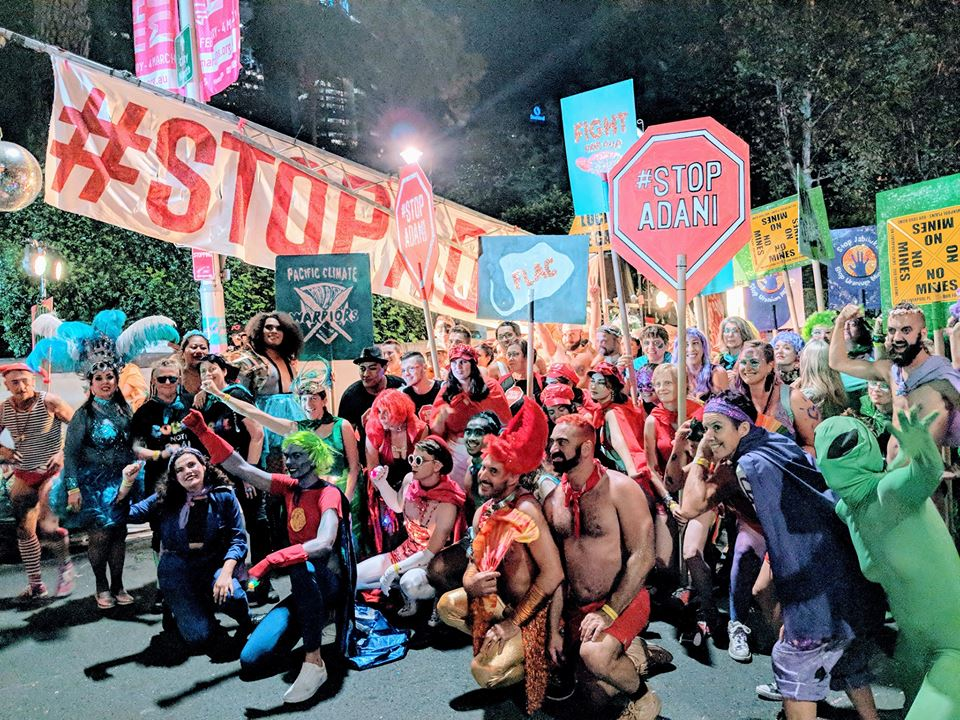
Un cortège du Sydney Mardi Gras le 3 mars 2018.

À partir des années 1960, l'émergence de la révolution sexuelle et des mouvements de libération des femmes et des homosexuels dans de nombreux pays du monde conduit à davantage de tolérance en matière de sexualité. En Océanie, ce mouvement d'ouverture touche surtout l'Australie et la Nouvelle-Zélande. Durant ces décennies, les personnes queer commencent à exprimer publiquement leur sexualité en vivant ouvertement avec leurs partenaires de même sexe, explorent de nouveaux types de relations non-monogames, et construisent des espaces communautaires, par exemple les bars gays de Sydney. La sexualité vient à être considérée surtout comme une forme d'expression personnelle et comme une source de plaisir. Parmi les marches des fiertés organisées en Océanie, le Sydney Mardi Gras est celle avec le plus d'ampleur.

## Rapports entre les identités sexuelles mondiales et autochtones océaniennes

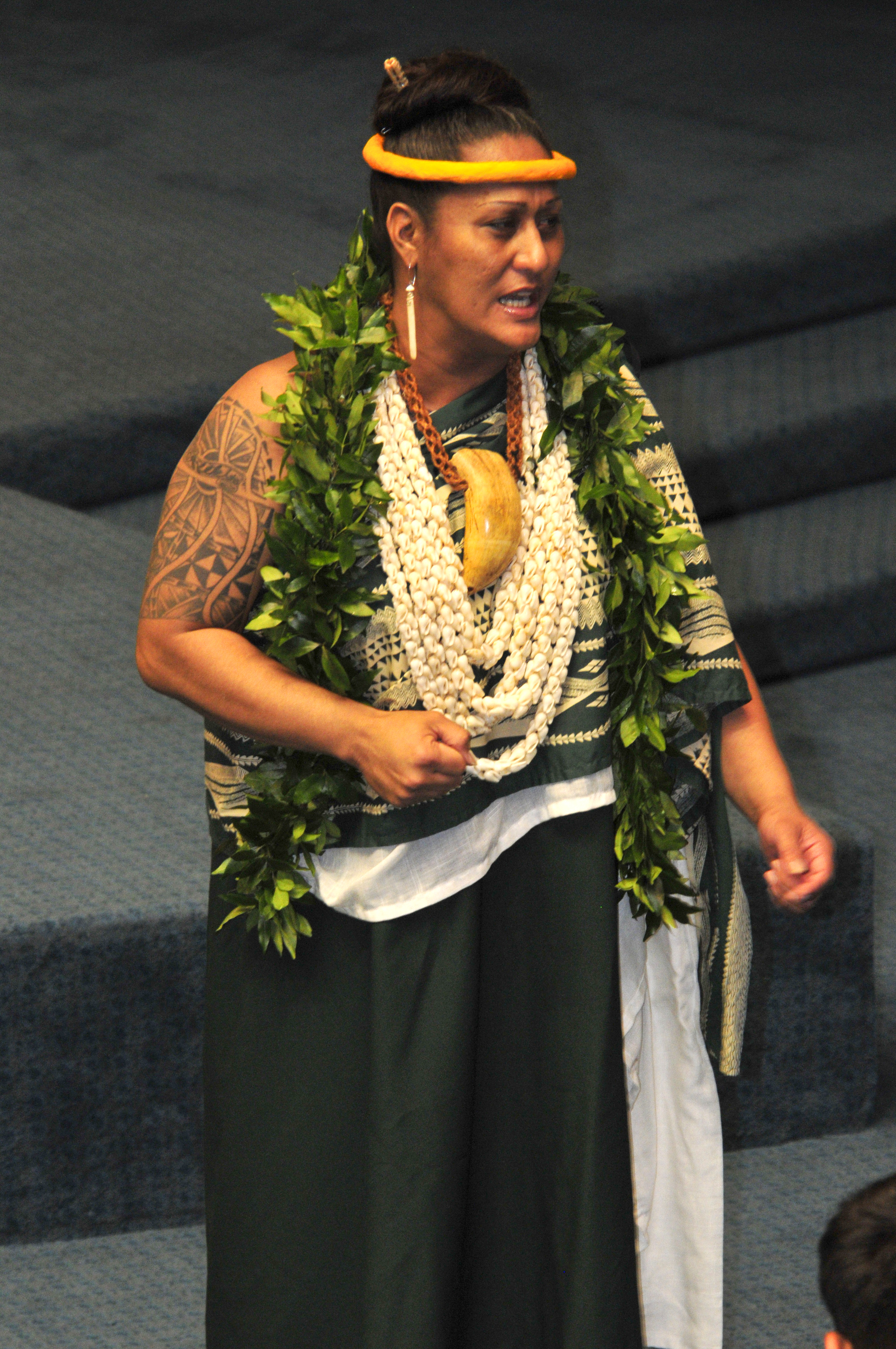
Dans son film Kumu Hina, Hinaleimoana Wong-Kalu explore ses identités māhu et de femme trans et l'impossibilité de les assimiler l'une à l'autre.

Bien que cette tendance vers davantage de liberté sexuelle s'observe à grande échelle, les cultures autochtones connaissent leurs propres évolutions. Ces changements peuvent être comparables et sont souvent imbriqués avec les tendances globales, mais ils restent mus par des logiques propres irréductibles à l'interaction avec les autres sociétés. Par exemple, les spectacles de drag dans les Îles Cook comportent des thèmes culturels autochtones et se positionnent par rapport aux spécificités des normes  sexuelles locales. De même, les identités de genre telles que celles de fa'afafine ne sont pas de simples correspondances des transidentités du monde européen (bien qu'elles présentent des points communs) car elles prennent sens dans un contexte social autonome. Les personnes autochtones océaniennes font par exemple référence à des concepts comme ceux de vā, de solesolevaki ou de fetokoni’aki, tout en participant aux aspects mondiaux de la culture queer.

## Anthropologie

### L'«homosexualité ritualisée»
Le concept d'homosexualité ritualisée (« ritualised homosexuality ») a été proposé par l'anthropologue Gilbert Herdt (en) dans les années 1980 pour décrire les pratiques d'ingestion de sperme qu'il observait dans le cadre des processus initiatiques masculins au sein du peuple Sambia de Papouasie-Nouvelle-Guinée. Concernant ces pratiques, Herdt décrivait des rapports sexuels non réciproques : des jeunes procurant des fellations à des célibataires plus âgés, ingérant leur sperme pour devenir des hommes adultes forts. Herdt rapporte que ces pratiques étaient empreintes à la fois de désir et de peur, d'érotisme et de hiérarchie masculiniste violente. Herdt et d'autres à sa suite ont comparé cette pratique à d'autres, similaires, dans plusieurs groupes en Papouasie-Nouvelle-Guinée et plus largement en Mélanésie. Le concept d'homosexualité ritualisée est ainsi devenu proéminent dans les études historiques et comparées sur l'homosexualité, mais cette idée a été de plus en plus critiquée, y compris de la part de Herdt lui-même. Dans les études les plus récentes sur le sujet, l'anthropologue Bruce Knauft suggère que le concept d'homosexualité ritualisée n'a désormais plus qu'une valeur de vestige parce que ces pratiques ont été abandonnées par les peuples concernés, mais aussi en raison de l'évolution des cadres de pensée au sein de la recherche contemporaine.

## Conditions de vie

### Par pays
- LGBT en Australie
- LGBT aux Fidji
- LGBT en Indonésie
- LGBT aux Kiribati
- LGBT aux Îles Marshall
- LGBT dans les États fédérés de Micronésie
- LGBT à Nauru
- LGBT en Nouvelle-Zélande
- Droits LGBT aux Palaos
- Droits LGBT en Papouasie-Nouvelle-Guinée
- LGBT aux Îles Salomon
- LGBT aux Samoa
- LGBT au Timor oriental
- LGBT aux Tonga
- Droits LGBT aux Tuvalu
- Droits LGBT au Vanuatu